# Zelené kameny
Zelené kameny (historyczna nazwa niem. Grüne Stein, cz. Zelenáč) – szczyt o wysokości 1179 m n.p.m. (podawana jest też wysokość 1179,0 m n.p.m.  lub 1178,5 m n.p.m.) w paśmie górskim Wysokiego Jesionika (cz. Hrubý Jeseník), w północno-wschodnich Czechach, w Sudetach Wschodnich, na Morawach, w obrębie gminy Stará Ves, oddalony o około 8,8 km na południowy zachód od szczytu góry Pradziad (cz. Praděd). Rozległość szczytu wraz ze stokami (powierzchnia stoków) szacowana jest na około 2,5 km², a średnie nachylenie wszystkich stoków wynosi około 13°.

## Charakterystyka
Zelené kameny z uwagi na nieprzekraczającą minimalną wysokość pomiędzy szczytem i najniższym punktem przełęczy (minimalna deniwelacja względna) w kierunku szczytu Pec (min. 5 m) nie są przez niektórych autorów zaliczone jako odrębna góra. Traktowane raczej jako wydłużenie stoku góry Pecný .

### Lokalizacja
Szczyt Zelené kameny położony jest w południowym rejonie całego pasma Wysokiego Jesionika, leżący w części Wysokiego Jesionika, w południowo-zachodnim obszarze (mikroregionu) o nazwie Masyw Pradziada (cz. Pradědská hornatina) na bocznej, południowej gałęzi grzbietu głównego (grzebieniu) góry Pradziad, ciągnącego się od przełęczy Červenohorské sedlo do przełęczy Skřítek, a jednocześnie przy granicy od południa z sąsiednim pasmem o nazwie Hanušovická vrchovina. Szczyt z uwagi na słabo ukształtowaną kopułę szczytową jest praktycznie nierozpoznawalny nawet z najbliższej okolicy i bardzo słabo widoczny. Jest szczytem niewidocznym m.in. z drogi okalającej połać szczytową góry Pradziad (szczyt przysłonięty przez kopułę szczytu góry Velký Máj), a z innego charakterystycznego punktu widokowego – z drogi okalającej szczyt góry Dlouhé stráně również niewidoczny, bo przysłonięty szczytem Pec.
Szczyt wraz ze stokami ograniczają: od północy – mało wybitna przełęcz o wysokości 1176 m n.p.m. w kierunku szczytu Pec, od południowego wschodu – żleb o nazwie (cz. Žďárský žleb) i dolina płynącego w nim potoku o nazwie Podolský potok, od południa – dolina potoku Žlutý potok, a od południowego zachodu – dolina potoku Splavský potok. W otoczeniu szczytu Zelené kameny znajdują się następujące szczyty: od północy Pecný, od północnego wschodu Jelenka i Jelenec, od wschodu Soukenná, od południowego wschodu Ostružná, Kamenec (2), Vidlák–Z i Vidlák, od południa Ostrý–SZ i Ostrý, od południowego zachodu Větrný vrch, Větrný vrch–SZ, Bílý kámen i Závora (osiem ostatnich szczytów leży w paśmie Hanušovická vrchovina) oraz od północnego zachodu Ztracené skály, Ztracené kameny i Pec.

### Szczyt

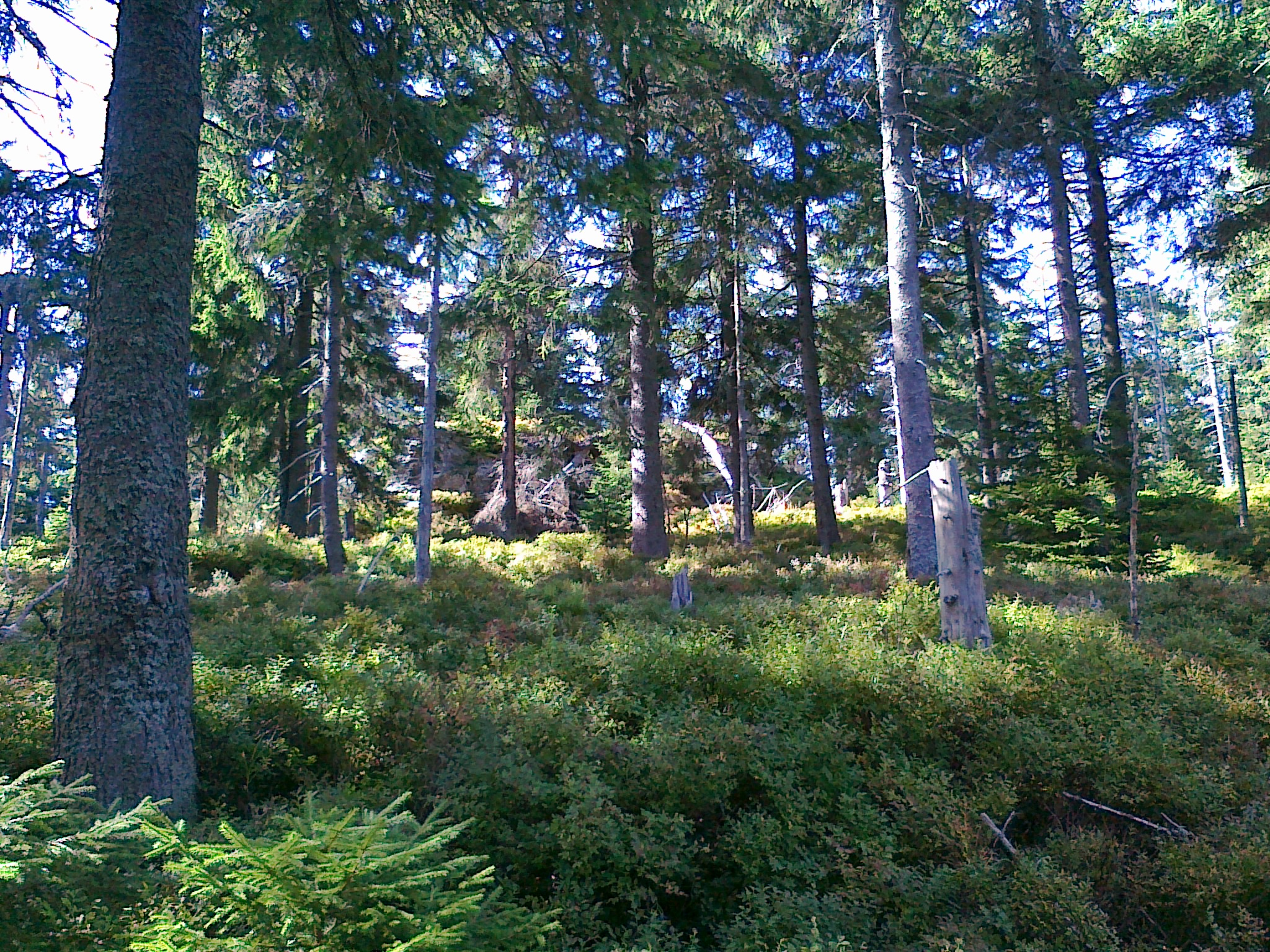
Połać szczytowa Zelené kameny (2021 rok)

Bezpośrednio na sam szczyt nie prowadzi żaden szlak turystyczny. Na szczycie znajduje się skalisko wśród boru świerkowego, pokryte trawą wysokogórską, kikutami spróchniałych i powalonych drzew oraz bardzo popularną rośliną występującą niemal na całym obszarze Wysokiego Jesionika, a mianowicie borówką czarną. Skalisko to z uwagi na pokrywę leśną (wysokość boru świerkowego) nie jest punktem widokowym. Na połaci szczytowej znajduje się punkt geodezyjny, oznaczony na mapach geodezyjnych numerem (16.), o wysokości 1178,49 m n.p.m. oraz współrzędnych geograficznych (50°00′35,65″N 17°11′02,41″E/50,009903 17,184003), oddalony o około 20 m na południe od szczytu. Państwowy urząd geodezyjny o nazwie (cz. Český úřad zeměměřický a katastrální (CÚZK)) w Pradze podaje jako najwyższy punkt góry – szczyt – o wysokości 1178,5 m n.p.m. i współrzędnych geograficznych (50°00′36,3″N 17°11′02,3″E/50,010083 17,183972).
Dojście do szczytu następuje ze skrzyżowania turystycznego o nazwie Pod Zelenými kameny, od którego należy przejść żółtym szlakiem turystycznym  w stronę skrzyżowania turystycznego Pod Josefínkou odcinek o długości około 280 m, po czym należy skręcić w lewo i idąc orientacyjnie w gęstwinie zarośniętego borówką czarną stoku po około 160 m dojść w ten sposób do połaci szczytowej. Z uwagi na ochronę przyrody wejście na szczyt nie jest zalecane.

### Stoki
W obrębie szczytu można wyróżnić trzy następujące zasadnicze stoki :
- południowo-zachodni
- południowy o nazwie Bučina
- południowo-wschodni

Występują tu wszystkie typy lasu: bór świerkowy, las mieszany oraz las liściasty, przy czym zdecydowanie dominuje bór świerkowy. Na wszystkich stokach występują – poza borem świerkowym – obszary pokryte lasem mieszanym, a na stoku południowo-wschodnim i południowo-zachodnim, wraz z obniżaniem wysokości, pojawiają się również obszary pokryte lasem liściastym. Stoki charakteryzują się znaczną zmiennością wysokości zalesienia, z występującymi przerzedzeniami, ogołoceniami, przecinkami oraz polanami. Na stokach brak jest pojedynczych, większych skalisk oraz grup skalnych. U podnóża stoku południowo-wschodniego, w pobliżu chaty o nazwie U Huberta znajdują się pozostałości istniejącego niegdyś mielerza o nazwie (cz. Milíř U Huberta), który służył do wytwarzania węgla drzewnego w procesie suchej destylacji.
Stoki mają stosunkowo jednolite i mało zróżnicowane nachylenia. Średnie nachylenie stoków waha się bowiem od 10° (stok południowy) do 16° (stoki południowo-zachodni i południowo-wschodni). Średnie nachylenie wszystkich stoków (średnia ważona nachyleń stoków) wynosi około 13°. Maksymalne średnie nachylenie stoku południowo-wschodniego na wysokości około 940 m n.p.m., na odcinku 50 m, nie przekracza 30°. Stoki pokryte są siecią dróg oraz na ogół nieoznakowanych ścieżek i duktów. Przemierzając je, zaleca się – dla zachowania orientacji w terenie – korzystanie ze szczegółowych map, z uwagi na zawiłości ich przebiegu i pokrycie terenu lasem.

### Geologia
Pod względem geologicznym Zelené kameny ze stokami należą do jednostki określanej jako warstwy vrbneńskie i zbudowane są ze skał metamorficznych, głównie z: fyllitów (muskowitów, biotytów, chlorytów), łupków łyszczykowych (grafitów) i łupków zieleńcowych oraz skał magmowych, głównie meta-diabazów.

### Wody
Grzbiet główny (grzebień) góry Pradziad, biegnący od przełęczy Skřítek do przełęczy Červenohorské sedlo oraz dalej do przełęczy Ramzovskiej (cz. Ramzovské sedlo) jest częścią granicy Wielkiego Europejskiego Działu Wodnego, dzielącej zlewiska Morza Bałtyckiego i Morza Czarnego .
Szczyt wraz ze stokami położony jest na południowy wschód od tej granicy, należy więc do zlewni Morza Bałtyckiego, do którego płyną wody m.in. z dorzecza rzeki Odry, będącej przedłużeniem płynących z tej części Wysokiego Jesionika górskich potoków (m.in. Podolský potok, Splavský potok czy Žlutý potok). Ze stoku południowo-wschodniego bierze swój początek krótki, nienazwany potok, będący dopływem wspomnianego wcześniej potoku o nazwie Podolský potok. W 2013 roku przedsiębiorstwo państwowe Lesy ČR, podjęło decyzję o rewitalizacji budowy półowalnego istniejącego zbiornika retencyjnego o nazwie Vodní nádrž Pod Zvoničkou na potoku o nazwie Splavský potok, mającego poziome wymiary (20 × 20) m o powierzchni około 385 m², który w przeszłości służył do zatrzymywania wody podczas spływu drewna. W obrębie stoków nie występują m.in. wodospady czy kaskady.

## Ochrona przyrody
Połać szczytowa i część wszystkich stoków od wysokości mniej więcej 1120 m n.p.m. w górę znajdują się w obrębie rezerwatu przyrody Břidličná (→ Ztracené skály), utworzonego 19 marca 2008 roku o powierzchni około 652 ha, będącego częścią wydzielonego obszaru objętego ochroną o nazwie Obszar Chronionego Krajobrazu Jesioniki (cz. Chráněná krajinná oblast (CHKO) Jeseníky), a utworzonego w celu ochrony utworów skalnych, ziemnych i roślinnych oraz rzadkich gatunków zwierząt. Na stokach nie oznaczono żadnych innych obiektów nazwanych pomnikami przyrody oraz nie wytyczono ścieżek dydaktycznych.

## Turystyka

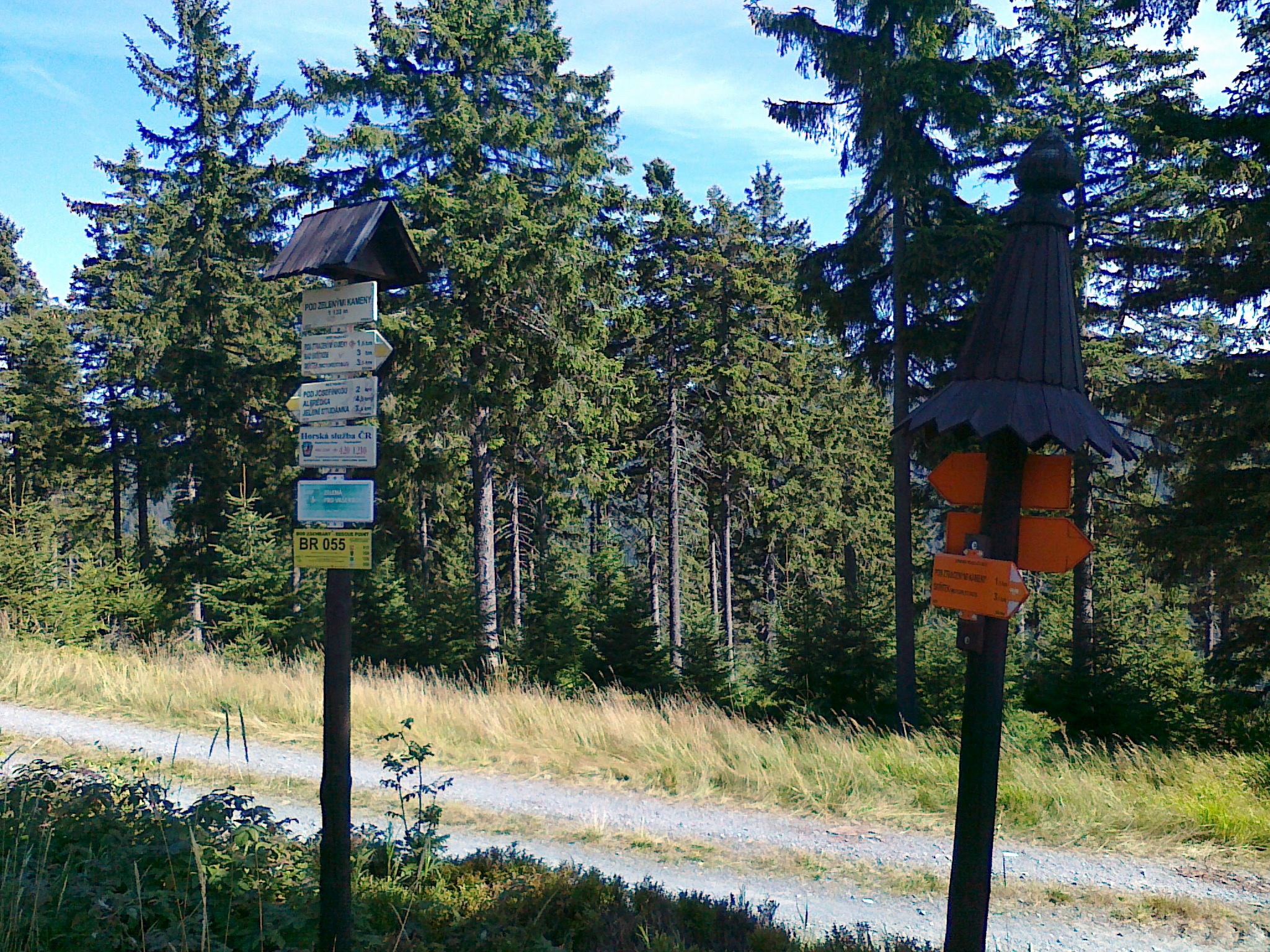
Skrzyżowanie turystyczne Pod Zelenými kameny (2021 rok)

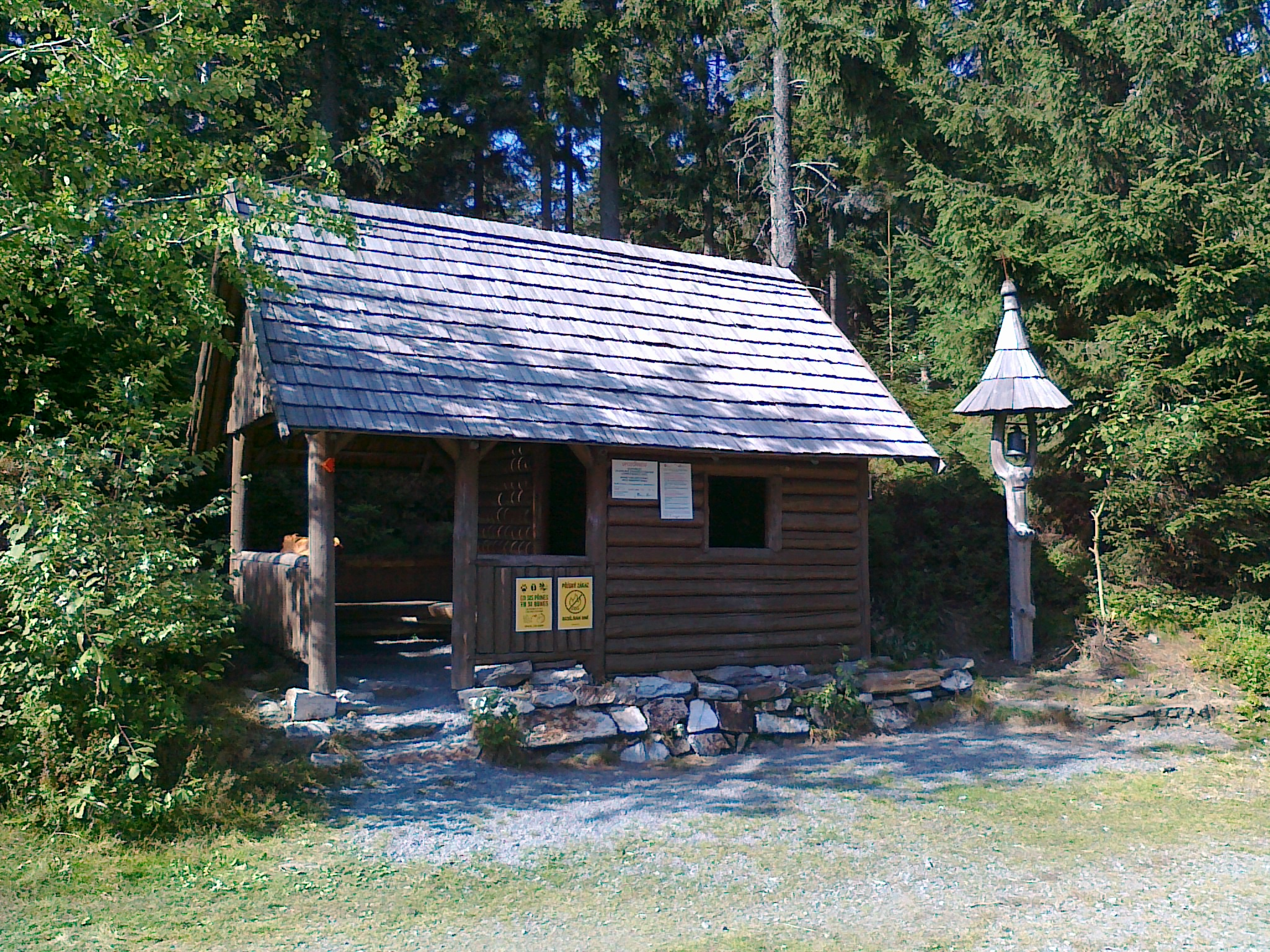
Wiata turystyczna oraz dzwonnica przy skrzyżowaniu turystycznym Pod Zelenými kameny (2021 rok)

W obrębie szczytu i stoków nie ma żadnego schroniska turystycznego lub hotelu górskiego. Do bazy turystycznej z hotelem górskim Myslivna i pensjonatami, położonymi w osadzie Klepáčov jest około 2,6 km na zachód od szczytu oraz w tym samym kierunku w odległości około 6,8 km do miejscowości Sobotín z bazą pensjonatów. Do miejscowości Vernířovice z bazą pensjonatów jest od szczytu około 4,5 km w kierunku północno-zachodnim, do osady Žďárský Potok z bazą pensjonatów jest od szczytu około 4,8 km w kierunku południowo-wschodnim oraz do miejscowości Stará Ves z bazą pensjonatów jest od szczytu około 7 km w kierunku południowo-wschodnim. Ponadto jest około 7 km od szczytu w kierunku północno-wschodnim do miejscowości Karlov pod Pradědem z bazą hoteli i pensjonatów oraz około 6 km na południowy wschód od szczytu do osady Nová Ves z pensjonatami, będącej częścią miejscowości Dolní Moravice. W odległości około 2,4 km na południowy zachód od szczytu, koło przełęczy Skřítek, przy drodze nr 11 znajduje się restauracja Skřítek oraz parking.
U podnóża stoku południowego, blisko skrzyżowania turystycznego U Huberta (w odległości około 2 km na południe od szczytu) położona jest chata o nazwie U Huberta (inne nazwy: Hubertka lub HALALI), ale nie ma ona charakteru typowego schroniska turystycznego – zaliczana jest do tzw. chat łowieckich. Dojście do niej (około 100 m) następuje z czerwonego szlaku turystycznego .
Kluczowym punktem turystycznym jest – oddalone o około 2,1 km na południe od szczytu – skrzyżowanie turystyczne U Huberta, z podaną na tablicy informacyjnej wysokością 798 m, przez które przechodzi jeden ze szlaków turystycznych, jedyny szlak rowerowy oraz trasa narciarstwa biegowego. Ponadto w odległości około 280 m na południe od szczytu, przy żółtym szlaku turystycznym  znajduje się inne skrzyżowanie turystyczne o nazwie Pod Zelenými kameny, z podaną na tablicy informacyjnej wysokością 1133 m, przy którym ustawiono wiatę turystyczną oraz niewielką dzwonnicę.

### Szlaki turystyczne i rowerowe oraz trasy narciarskie
Klub Czeskich Turystów (cz. Klub Českých Turistů) wytyczył w obrębie szczytu i stoków dwa szlaki turystyczne na trasach:
 Skřítek – Ztracené skály – Zelené kameny – przełęcz Mravenčí sedlo – góra Jelenka – przełęcz Sedlo pod Jelení studánkou – Jelení studánka – góra Břidličná hora – Čertova stěna – góra Špičák – Vernířovice – Sobotín
 U Škaredé jedle – Vidlák – góra Ostrý – Skřítek – góra Havraní vrch – góra Smrčina – góra Čapí vrch – Maršíkov – Loučná nad Desnou
U podnóża stoku południowego wyznaczono szlak rowerowy na trasie:
 (nr 6143) Horní Město – Stará Ves – dolina potoku Podolský potok – Vidlák – góra Ostrý – Skřítek
Na stokach nie wytyczono żadnej trasy narciarstwa zjazdowego. W okresach ośnieżenia wzdłuż szlaków turystycznych i rowerowych można skorzystać z wyznaczonych tras narciarstwa biegowego, m.in. z trasy o nazwie Jesenická magistrála.
 Skřitek – Zelené kameny – góra Pecný – góra Břidličná hora – Alfrédka – góra Jelenka – Jelenec – przełęcz Mravencovka – góra Klobouk – Nad Karlovem.